# Argentina 1–0 Brasil (1990)
Argentina 1 x 0 Brasil foi um jogo de futebol disputado no dia 24 de junho de 1990 no Stadio Delle Alpi, em Turim, válido pela fase de oitavas de final da Copa do Mundo daquele ano, que ganhou notoriedade por conta do "episódio da água batizada". O episódio só veio à tona anos depois, após Maradona mencioná-lo em uma entrevista a um programa de TV argentino. Ele voltaria a contar a história em seu próprio programa de televisão, o "La Noche del Diez", mas dessa vez de forma debochada.

## O Episódio
"Não se pode tomar água do time adversário, não se pode. Tome a sua, idiota, não a nossa… Que água você acha que vamos dar a um brasileiro?"

Oscar Ruggeri, zagueiro argentino que esteve em campo, em entrevista dada em 2017.

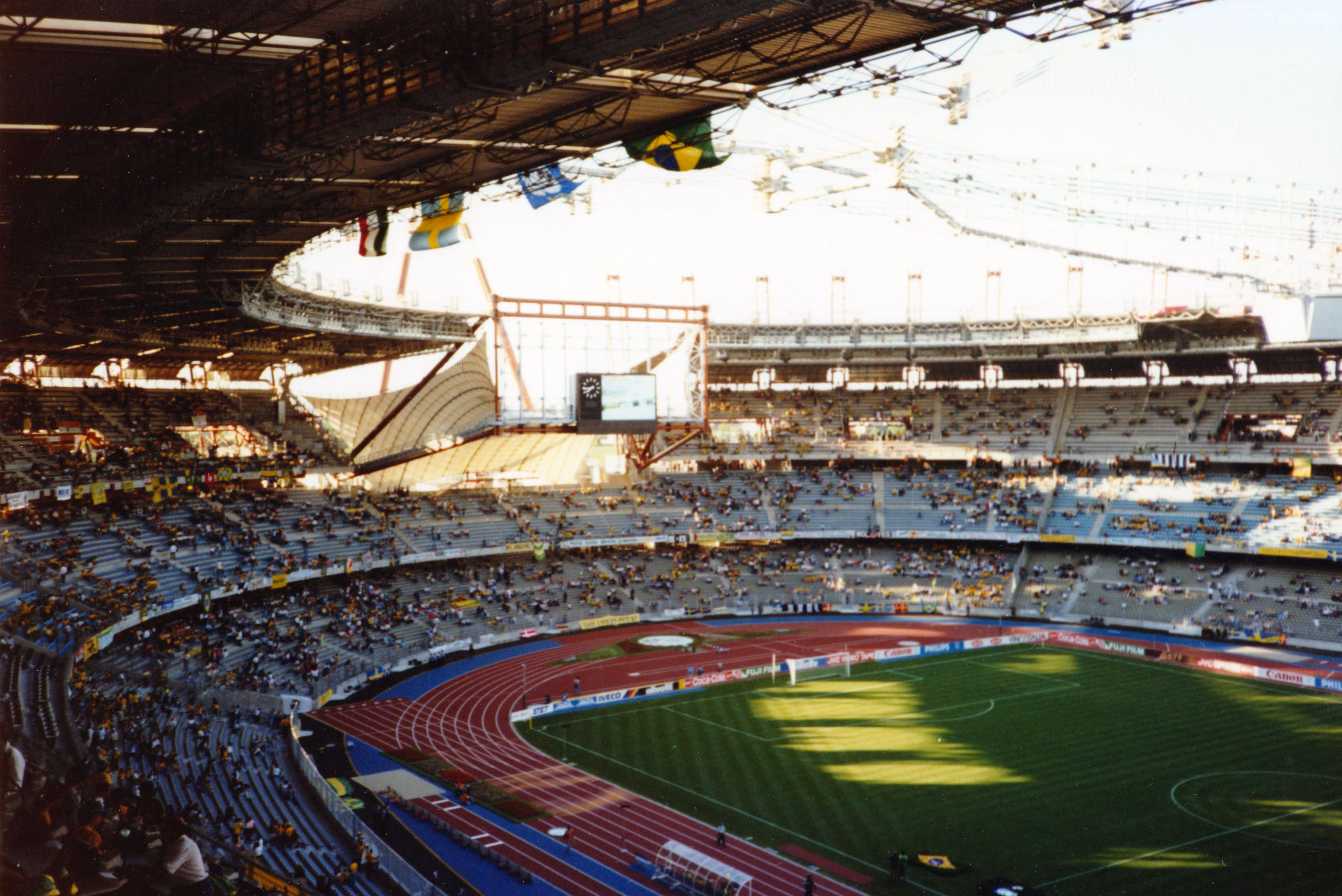
Stadio Delle Alpi, estádio onde o jogo ocorreu. Também foi palco da vitória do Brasil á Sérvia, em 1990.

À época, o treinador argentino era Carlos Bilardo, que, desde quando jogador, já era conhecido por utilizar "métodos sujos" a fim de se chegar à vitória. Ele encheu uma garrafa de água com uma espécie de sonífero ou alguma substância que diminui a performance do atleta e instruiu alguns de seus jogadores e ao massagista a oferece-las aos jogadores brasileiros. Em um dado momento do jogo, o massagista argentino, Miguel di Lorenzo, numa das entradas em campo para atender ao jogador argentino Pedro Troglio, na reta final do primeiro tempo, quando o placar ainda apontava 0 a 0, ofereceu a tal água para o brasileiro Branco, que a tomou, e passou o resto do jogo sentindo tonteiras e náuseas, mas não foi substituído.
Em uma entrevista dada em 2016 ao Uol Esporte, Branco contou que percebeu a trapaça (os argentinos bebiam apenas as garrafas transparentes, enquanto ele usara um frasco verde), que chegou a contar para os seus companheiros e também questionar os argentinos ainda em campo, mas que todos o ironizaram. No dia seguinte à derrota, Branco falou, em entrevista concedida ainda em território italiano, que os argentinos "jogavam sujo". Em 2022, Branco relembrou o caso: "Naquele jogo eu dei sorte. Eu fiquei doidão. A sorte é que o lance foi pelo outro lado. Se é pelo meu lado, dizem que a culpa é minha. O Carlos Bilardo era um 'estrategista do mal'. Isso é uma trapaça. Enfim... e se eu vou pro teste anti-doping? Eu tô acabado, a minha carreira acabava, como eu ia provar?". Segundo Branco:" A principal meta do Carlos Bilardo era eu e o Valdo. Eu senti um gosto ruim, mas segui jogando. Aí você sabe quando você chega mamado em casa? O Estádio delle Alpi começou a rodar. Oscilava, ia e voltava. No intervalo, eu pedi para sair, o Lazaroni não me tirou, e aos poucos a sensação passou." 
O episódio só veio à tona anos depois, após Maradona mencioná-lo ao dar ma entrevista a um programa de TV argentino. Bilardo, o massagista e também Julio Grondona, presidente da AFA à época, juram que tudo não passa de uma lenda.
Alguns jogadores argentinos que estavam em campo, em contrapartida, também confirmam a história, e costumam se divertir cada vez que a relembram para alguém. Uma exceção é o ex-meia Julio Olarticoechea, que não nega, mas lamenta que a história tenha se espalhado: "A 'garrafada' ficou para a história. Era uma coisa muito particular da equipe, que não devia ter vazado, mas infelizmente acabou se revelando. Não estou de acordo, mas o que passou, passou. Não foi por esse detalhe que ganhamos do Brasil. Mas não gosto muito de tocar nesse assunto."
É possível perceber nas imagens oficiais do jogo que, no mesmo lance em que Branco bebe a água, Ricardo Giusti chega a pegar a tal garrafa verde mencionada por Branco, mas quando ele ia bebê-la, ele é alertado por alguém (provavelmente o massagista) e acaba bebendo o conteúdo do recipiente transparente.
Por conta desse episódio, Sebastião Lazaroni, técnico da seleção brasileira naquela Copa do Mundo, declarou a vários meios de comunicação que iria solicitar sanções à FIFA. No entanto, não se sabe se houve apresentações a esse respeito.

## A Partida

### Ficha Técnica
| 24 de junho de 1990 | Argentina    | 1 – 0               | Brasil | Stadio Delle Alpi, Turim              |
| 17:00               | Caniggia 80' | Vídeo Ficha Técnica |        | Público: 61,381 Árbitro: Joël Quiniou |

| Argentina | Brasil |

| G              | 12 | Sergio Goycochea   | 87' |     |
| Z              | 20 | Juan Simón         |     |     |
| Z              | 15 | Pedro Monzón       | 27' |     |
| Z              | 19 | Oscar Ruggeri      |     |     |
| MD             | 13 | Olarticoechea      |     |     |
| V              | 4  | José Basualdo      |     |     |
| M              | 7  | Jorge Burruchaga   |     |     |
| M              | 21 | Pedro Troglio      |     | 61' |
| ME             | 14 | Giusti             | 28' |     |
| SA             | 10 | Diego Maradona     |     |     |
| CA             | 8  | Caniggia           |     |     |
| Reservas:      |    |                    |     |     |
| GK             | 22 | Fabián Cancelarich |     |     |
| Z              | 13 | Néstor Lorenzo     |     |     |
| Z              | 2  | Sergio Batista     |     |     |
| SA             | 6  | Gabriel Calderón   |     | 61' |
| A              | 9  | Gustavo Dezotti    |     |     |
| Treinador:     |    |                    |     |     |
| Carlos Bilardo |    |                    |     |     |

| G                  | 1  | Taffarel      |                                   |     |
| Z                  | 19 | Ricardo Rocha | 40'                               |     |
| Z                  | 21 | Mauro Galvão  | 50'                               | 85' |
| Z                  | 3  | Ricardo Gomes | Penalizado · Penalizado · Expulso |     |
| MD                 | 2  | Jorginho      |                                   |     |
| V                  | 4  | Dunga         |                                   |     |
| V                  | 5  | Alemão        | 83'                               |     |
| MC                 | 8  | Valdo         |                                   |     |
| ME                 | 6  | Branco        |                                   |     |
| A                  | 9  | Careca        |                                   |     |
| A                  | 15 | Müller        |                                   |     |
| Reservas:          |    |               |                                   |     |
| GK                 | 22 | Zé Carlos     |                                   |     |
| Z                  | 13 | Mozer         |                                   |     |
| M                  | 18 | Mazinho       |                                   |     |
| M                  | 10 | Silas         | 83'                               |     |
| A                  | 17 | Renato Gaúcho | 85'                               |     |
| Treinador:         |    |               |                                   |     |
| Sebastião Lazaroni |    |               |                                   |     |

| Assistentes: Alexey Spirin Pierluigi Pairetto |

### Estatísticas
| Geral               | Argentina | Brasil |
| ------------------- | --------- | ------ |
| Gols marcados       | 1         | 0      |
| Posse de Bola       | 39%       | 61%    |
| Finalizações totais | 6         | 13     |
| Finalizações certas | 4         | 2      |
| Bolas na trave      | 0         | 2      |
| Escanteios          | 4         | 11     |
| Impedimentos        | 4         | 5      |
| Faltas cometidas    | 23        | 24     |

## Ver Também
- Brasil na Copa do Mundo FIFA de 1990
- Rivalidade Argentina-Brasil no futebol